# Tế bào sơ khai

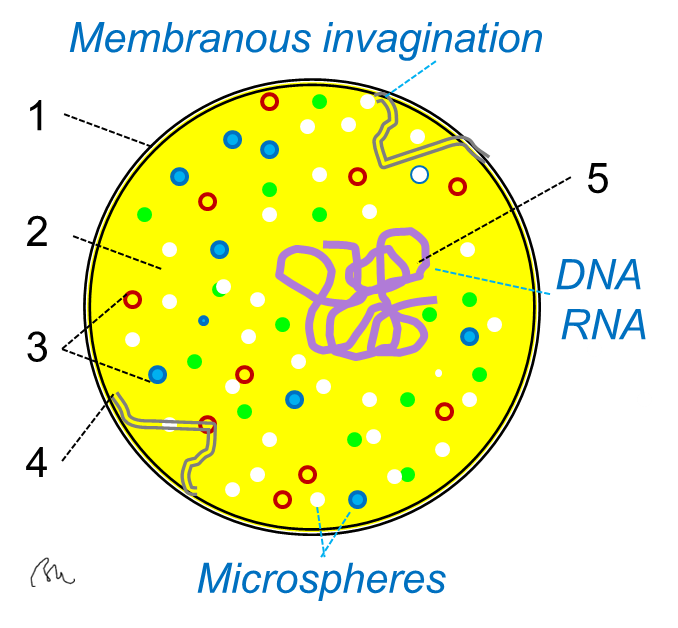
Cấu trúc tế bào sơ khai. 1 = Màng. 2 = Chất nền. 3 = Các siêu vi giọt. 4 = Phân chia màng. 5 = DNA hoặc RNA.

Tế bào sơ khai (protocell) cũng còn được gọi là tiền tế bào (protobiont) là dạng sớm nhất của tế bào sinh học xuất hiện trong tiến trình phát sinh sự sống trên Trái Đất. Thuật ngữ này trong tiếng Anh là protobiont hoặc protocell dùng để chỉ một tập hợp siêu hiển vi, hình cầu, được bao bọc bởi lớp màng, trong có chứa các chất có thể tạo thành dạng tiền thân của tế bào nhân sơ cổ nhất, xuất hiện trong giai đoạn tiến hoá tiền sinh học (Pre-biological evolution).
Tế bào sơ khai với các đặc điểm cấu trúc, thành phần hoá học, tính năng hoạt động v.v. đã được mô tả kĩ lưỡng và minh hoạ bằng nhiều thí nghiệm khoa học, nhưng thực ra vẫn chỉ là cấu trúc khoa học giả thuyết, bởi vì chưa tìm được bằng chứng về sự tồn tại của nó. Điều này thật dễ hiểu, bởi các nghiên cứu về nguồn gốc sự sống, dù có cố gắng đến đâu cũng gặp những khó khăn to lớn khó vượt qua, khi nhà khoa học phải xâm nhập vào quá khứ Trái Đất hàng tỉ năm trước.
Tế bào sơ khai được xem là ranh giới giữa thế giới không sống và thế giới sống trong lịch sử phát sinh sự sống. Cũng có tác giả phân biệt tế bào sơ khai với tế bào nguyên thủy ở điểm chủ yếu là: tế bào sơ khai là tiền thân của tế bào nguyên thủy (tế bào chính thức), đồng thời sự xuất hiện tế bào nguyên thủy đánh dấu tiến trình phát sinh sự sống chuyển sang giai đoạn tiến hoá sinh học (biological evolution).

## Cấu trúc

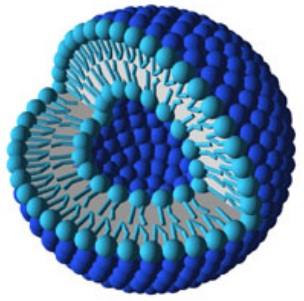
Lipôxôm - mô hình vỏ của tiền tế bào.

- Mỗi tế bào sơ khai là một vi giọt - giọt hiển vi hình cầu (microsphere) - kích thước dao động trong khoảng 1 đến 1000 μm, được bao bọc bởi lớp màng lipid (đơn hoặc kép), bên trong chứa nhiều loại phân tử vô cơ và hữu cơ, trong đó đặc biệt là phải có DNA hoặc RNA và prôtêin lơ lửng trong dung dịch chất nền.[6][13]
- Các phân tử lipid tạo thành màng (giống như màng tế bào hiện nay), được gọi là lipôxôm (liposome) - một vi giọt rỗng, nhờ tính chất lưỡng cực (một đầu ưa nước, đầu kia của phân tử kị nước) của loại phân tử này - tự động tạo thành lớp kép khi ở trong nước. Loại màng lipid kép có khả năng thấm chọn lọc, thẩm thấu.
- Như vậy, mỗi tế bào sơ khai là một lipôxôm mà bên trong đã có hỗn hợp các chất vô cơ và hữu cơ, trong đó có DNA hoặc RNA và prôtêin. Trong môi trường ở phòng thí nghiệm, mô hình tế bào sơ khai có thể được tạo ra nhờ các nhà khoa học.[14][15][16][17]

## Hình thành

### Mô hình côaxecva của Ôparin
Vào năm 1924 nhà khoa học Nga là A.I. Ôparin cho rằng: trong khí quyển nguyên thủy bao quanh Trái Đất cổ xưa đã có nhiều hợp chất hữu cơ khác nhau, được sinh ra theo con đường phi sinh học. Những hợp chất này nặng hơn mọi chất khí, nên rơi xuống, ở đại dương tạo thành nồi súp nguyên thủy. Trong môi trường nước biển, những hợp chất này hỗn hợp với nhau, từ đó vô số những "giọt" keo rất nhỏ thuộc nhiều loại khác nhau được hình thành, mà ông gọi là côaxecva. Từ côaxecva dần tạo nên tiền tế bào, rồi thành tế bào.

### Mô hình hiện đại

Mô hình động lớp lipid kép - cấu trúc cơ bản tạo nên màng tế bào - theo quan niệm hiện đại.

- Quan niệm hiện đại không bác bỏ giả thuyết của Ôparin, nhưng nhấn mạnh tầm quan trọng quyết định của sự ngăn cách giữa "giọt" tiền tế bào với môi trường chứa chúng.[2] Sự ngăn cách này được thực hiện bởi lớp bao bọc giúp "giọt" tách biệt tương đối với môi trường nước bên ngoài chứa chúng, làm chúng có không gian riêng nhưng vẫn có thể trao đổi với môi trường ngoài. Lớp bao bọc này được giả định là lớp màng lipid, chứ không phải là chất ưa nước (hydrophilic), vì lipid không thấm nước nên không bị hòa tan trong nước, làm các "giọt" tách biệt nhưng vẫn có thể trao đổi chất (xuất khẩu và nhập khẩu vật chất),[18] nhờ lớp màng bằng chất lưỡng phần (amphiphilic) này.[19][20] Sau đó, "giot" cần xuất hiện khả năng tự sinh sản.[21]
- Tế bào nguyên mẫu Jeewanu là các hạt hóa học tổng hợp có cấu trúc giống tế bào và dường như có một số đặc tính sống chức năng. [44] Được tổng hợp lần đầu tiên vào năm 1963 từ các khoáng chất đơn giản và các chất hữu cơ cơ bản khi tiếp xúc với ánh sáng mặt trời, nó vẫn được ghi nhận là có một số khả năng trao đổi chất, sự hiện diện của màng bán thấm, amino acid, phospholipid, carbohydrate và các phân tử giống RNA. [44] [45] Tuy nhiên, bản chất và đặc tính của Jeewanu vẫn còn được làm rõ. [44] [45] [46]
- Trong một thí nghiệm in vitro, một hỗn hợp trong nước gồm metanol, amonia và cacbon monoxit, lipid bị chiếu xạ tia cực tím (UV), đã tạo ra một lượng lớn các vi giọt. Các vi giọt này xấp xỉ bằng kích thước của các hồng cầu, nhưng phát huỳnh quang hoặc phát sáng khi tiếp xúc với tia UV. Hấp thụ UV rồi chuyển nó thành ánh sáng nhìn thấy theo cách này được coi là một trong những cách khả thi để cung cấp năng lượng và tự bảo vệ của "tế bào", rất quan trọng đối với sự sống trên Trái đất thuở sơ khai, vì chưa có tầng ôzôn, nên UV có sức tàn phá mạnh nhất tới sự sống trước khi quang hợp xuất hiện và tạo ra oxy.[22]

## Chọn lọc và hình thành vi túi

Ba kiểu cấu trúc chính của phospholipid hình thành trong dung dịch: liposome (với lớp kép khép kín), micelle và lớp màng kép (bilayer sheet).

Các vi túi (vesicles) là thành phần thiết yếu của các tế bào nguyên thủy. Định luật thứ hai của nhiệt động lực học đòi hỏi vật chất di chuyển theo hướng entropy tăng. Chính "ranh giới" là lớp màng lipid rất cần thiết để phân biệt các cấu trúc xuất hiện trong tế bào sơ khai. Màng tế bào là cấu trúc tế bào duy nhất được tìm thấy trong tất cả các tế bào của tất cả các sinh vật trên Trái Đất.
Các nhà khoa học Irene A. Chen và Jack W. Szostak (Giải Nobel năm 2009) cũng đã góp phần chứng minh những tính chất lý, hóa đơn giản của tế bào sơ khai có thể được tạo ra như vậy qua quá trình chọn lọc theo kiểu Đacuyn đã mô tả.
Sự đóng gói vi mô tạo thành các vi túi này cho phép trao đổi chất trong màng, trao đổi các phân tử nhỏ và ngăn chặn sự đi qua của các chất lớn trên nó. Những ưu điểm chính của đóng gói bao gồm tăng độ hòa tan của hàng hóa và tạo ra năng lượng dưới dạng gradient hóa học. Do đó, năng lượng thường được lưu trữ bởi các tế bào trong cấu trúc của các phân tử các chất như carbohydrates (đường, bột), lipid và prôtêin, giải phóng năng lượng khi kết hợp hóa học với oxy trong quá trình hô hấp tế bào.